# Xystrocera reducta
Xystrocera reducta är en skalbaggsart som beskrevs av Duffy 1954. Xystrocera reducta ingår i släktet Xystrocera och familjen långhorningar. Inga underarter finns listade i Catalogue of Life.